# Сајмон Кларк
Сајмон Кларк (енгл. Simon Clarke; Мелбурн, 18. јул 1986) аустралијски је професионални бициклиста који тренутно вози за  ворлд тур тим — Израел—премијер тех. Освојио је Хералд сан тур, Гран при Индустрија и Артиђанато, Ла Дром класик и брдску класификацију на Вуелта а Еспањи, гдје је остварио и двије етапне побједе, док је на Тур де Франсу остварио једну етапну побједу, а на Ђиро д’Италији је остварио побједу у склопу екипног хронометра.
Претходно је возио за Астану, Гринеџ, Кенондејл од ворлд тур тимова. Прије него што је почео професионалну каријеру такмичио се на писти и имао је стипендију Аустралијског института за спорт.

## Каријера
Рођен је у Мелбурну а током јуниорске каријере возио је за локалне тимове. Године 2004. освојио је Свјетско првенство на писти за јуниоре у дисциплини дохватна вожња екипно, а 2008. је освојио првенство Аустралије у друмској вожњи за возаче до 23 године. Професионалну каријеру почео је 2009. године у тиму Амика, али је током сезоне прешао у тим ИСД—нети; прве сезоне завршио је Тур оф Бритејн трку на осмом мјесту, док је 2010. завршио трку Гран при Индустрија и Артиђанато на четвртом мјесту. Године 2011. прешао је у Астану, са којом је трке Тре вали Варезине и Копа Уго Агостини завршио на петом мјесту.
Године 2012. прешао је у аустралијски тим Гринеџ и у августу је возио своју прву гранд тур трку — Вуелта а Еспању, гдје је побиједио из бијега на четвртој етапи, одспринтавши Тонија Мартина, што му је била прва побједа у каријери. Током етапе 20, прошао је први преко прва три од пет брдских циљева, захваљујући чему је добио награду за најагресивнијег возача на етапи и освојио је брдску класификацију. Године 2013. возио је Тур де Франс по први пут и био је дио тима који је остварио побједу на екипном хринометру. У финишу сезоне завршио је Свјетско првенство у друмској вожњи на седмом мјесту. Године 2014. освојио је Хералд сан тур уз једну етапну побједу, док је Гран премио чита ди Камајоре завршио на четвртом мјесту. Године 2015. по први пут је возио Ђиро д’Италију, гдје је био дио тима који је побиједио на екипном хринометру на отварању, након чега је четврту етапу завршио на другом мјесту и преузео је розе мајицу за лидера трке, коју је носио на једној етапи.
У септембру 2015. објављено је да је потписао уговор са тимом Кенондејл за сезону 2016. Током прве сезоне у тиму освојио је трку Гран при Индустрија и Артиђанато, а накнадно је позван у тим за Олимпијске игре 2016. умјесто Сајмона Геранса, који је пао на Тур де Франсу и повриједио се. Године 2017. завршио је Гран при Индустрија и Артиђанато трку на шестом мјесту, док је 2018. остварио етапну побједу на Вуелта а Еспањи. Године 2019. завршио је Тур де ла Провенс на другом мјесту уз освојену класификацију по поенима, након чега је Страде Бјанке завршио на осмом мјесту, Милано—Санремо на деветом, Тирено—Адријатико на осмом и Амстел голд рејс на другом мјесту, иза Метјуа ван дер Пула. Године 2020. освојио је Ла Дром класик.
У новембру 2020. објављено је да је потписао уговор са тимом Кубека асос за 2021. сезону, током које је Примус класик завршио на петом мјесту и Страде Бјанке на осмом. Године 2022. прешао је у Израел старт ап нејшон, а на почетку сезоне завршио је Гран при Мигел Индураин трку на трећем мјесту. У јулу је возио Тур де Франс, гдје је побиједио на петој етапи из бијега; етапа је вожена по 11 секција калдрме, кад којих већина није никада раније вожена на Тур де Франсу ни на Париз—Рубеу. Његова побједа била је прва побједа на Тур де Франсу за тим од оснивања. Током треће недеље морао је да напусти Тур први пут у каријери, због позитивног теста на ковид 19.
Године 2023. завршио је првенство Аустралије у друмској вожњи на другом мјесту, иза Лука Плапа, након чега је Кадел Еванс грејт океан роад рејс завршио на трећем, а Вуелта а Мурсију на другом мјесту, иза Бена Тарнера. У мају је возио Ђиро д’Италију, гдје је на шестој етапи био у бијегу заједно са Алесандром де Маркијем од почетка етапе, а група их је достигла и одспринтала на 300 метара до циља; добио је награду за најагресивнијег возача на етапи.